# Râul Păltiniș, Lala
Râul Păltiniș este un curs de apă, afluent al râului Lala. 